# Corazón iluminado
Corazón iluminado es una película de drama de 1998. Es una coproducción con Argentina, Brasil y Francia. Fue dirigida por Héctor Babenco, el guion fue escrito por él y Ricardo Piglia. Fue protagonizada, entre otros, por Miguel Ángel Solá y María Luísa Mendonça.
La película está basada en la historia de Catulo Castillo.

## Reparto
- Miguel Ángel Solá como Juan (adulto).
- María Luísa Mendonça como Ana.
- Walter Quiroz como Juan (joven).
- Xuxa Lopes como Lilith.
- Norma Aleandro como la madre.
- Villanueva Cosse como el padre.
- Oscar Ferrigno jr. como Martín.
- Alejandro Awada
- Luis Luque

## Sinopsis
Juan es un gran director de cine. Con motivo de la muerte de su padre debe volver a la ciudad que abandonó 20 años antes, Buenos Aires. Ese viaje reavivará sus recuerdos y le hará buscar a Ana, el gran amor de su vida.

## Distribución
La película se presentó por primera vez en el Festival de Cannes de 1998 en mayo.

### Fechas de lanzamiento
- Brasil: 13 de noviembre de 1998.
- Argentina: 3 de diciembre de 1998.
- Francia: 17 de noviembre de 1999.

## Premios
Nominaciones
- Festival de Cannes: Palma de Oro; Héctor Babenco; 1998.[1]
- Asociación de Cronistas Cinematográficos de la Argentina: Cóndor de Plata; Mejor actriz, María Luísa Mendonça; 1999.